# Ho vinto la casa alla lotteria
Ho vinto la casa alla lotteria (My Lottery Dream House) è un docu-reality statunitense, in onda dal 2015 su HGTV e trasmesso in Italia dalla versione italiana della rete.

## Format
Il conduttore David Bromstad aiuta persone che hanno vinto una somma in denaro alla lotteria ad acquistare una casa di lusso.

## Episodi
| Edizione            | Episodi | Prima TV USA | Prima TV Italia |
| ------------------- | ------- | ------------ | --------------- |
| Prima stagione      | 12      | 2015         | 2020            |
| Seconda stagione    | 12      | 2017         | 2020            |
| Terza stagione      | 14      | 2017         | 2020            |
| Quarta stagione     | 14      | 2018         | 2020            |
| Quinta stagione     | 14      | 2018         | 2020            |
| Sesta stagione      | 14      | 2019         | 2020            |
| Settima stagione    | 14      | 2019         | Inedita         |
| Ottava stagione     | 13      | 2019-2020    | Inedita         |
| Nona stagione       | 7       | 2020-2021    | Inedita         |
| Decima stagione     | 10      | 2021         | Inedita         |
| Undicesima stagione | N.D.    | 2021-2022    | Inedita         |

## Spin-off
Il 19 ottobre 2020 è stato annunciato uno spin-off intitolato My Lottery Dream Home International che sarà trasmesso nel 2021 negli U.S.A..